# Balatonszepezd

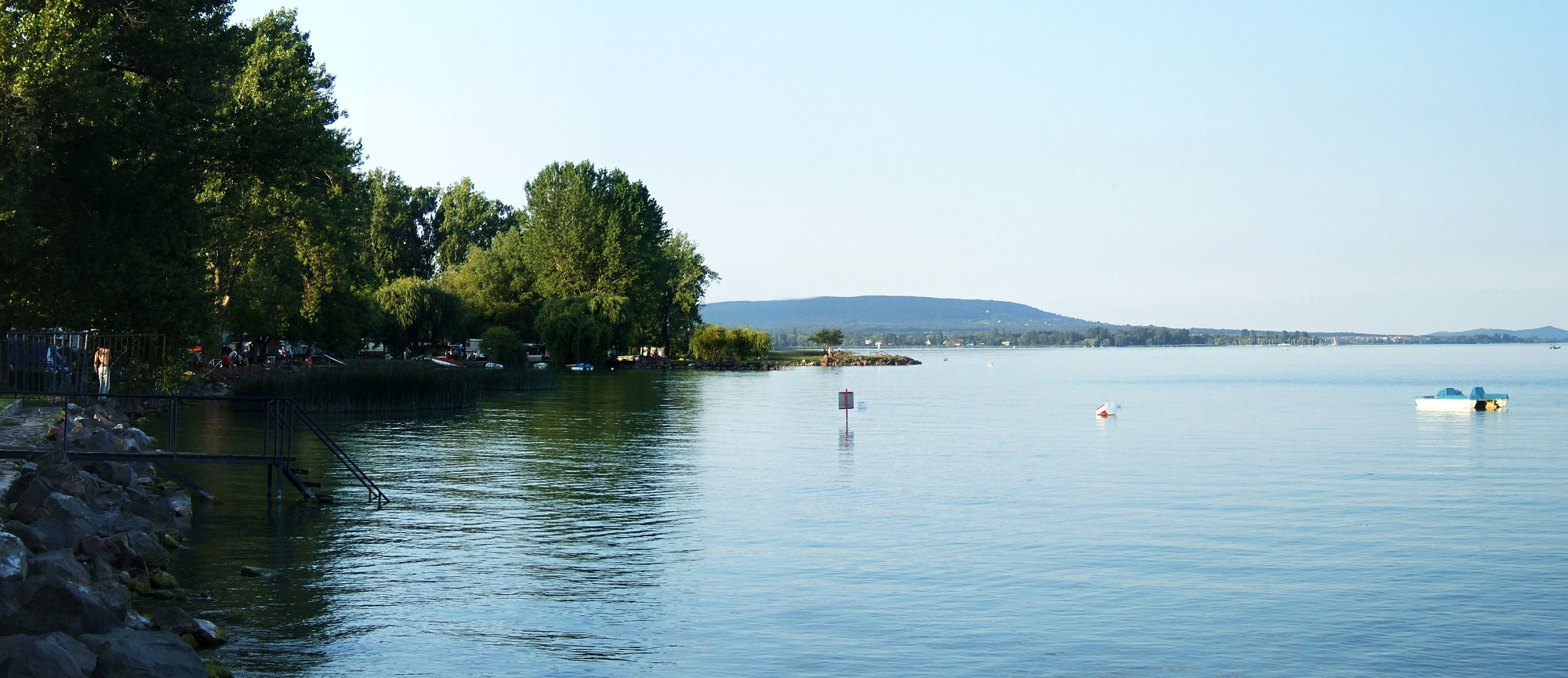
Pláž v Balatonszepezdu

Balatonszepezd (vyslovováno [balatonsepest]) je vesnice a letovisko v Maďarsku v župě Veszprém, spadající pod okres Balatonfüred. Nachází se u břehu Balatonu, asi 19 km jihozápadně od Balatonfüredu. V roce 2015 zde žilo 368 obyvatel, z nichž jsou 87,7 % Maďaři, 5,2 % Němci, 0,3 % Bulhaři, 0,3 % Chorvati a 0,2 % Poláci.
Sousedními vesnicemi jsou Révfülöp a Zánka.